# Качково (Великопольське воєводство)
Качково (пол. Kaczkowo, нім. Katschkau) — село в Польщі, у гміні Ридзина Лещинського повіту Великопольського воєводства.
Населення — 418 осіб (2011).
У 1975-1998 роках село належало до Лешненського воєводства.

## Демографія
Демографічна структура станом на 31 березня 2011 року:
|          | Загалом | Допрацездатний вік | Працездатний вік | Постпрацездатний вік |
| -------- | ------- | ------------------ | ---------------- | -------------------- |
| Чоловіки | 221     | 47                 | 162              | 12                   |
| Жінки    | 197     | 37                 | 124              | 36                   |
| Разом    | 418     | 84                 | 286              | 48                   |